# Akçe
Akçe var ett silvermynt som var den huvudsakliga valutan i det osmanska riket. Tre akçe motsvarade en para. 120 akçe motsvarade en kuruş. Senare ersatte kuruş akçe som huvudvaluta. År 1843 kom även liran i guld, som tillsammans med kuruşen av silver utgjorde ett bimetalliskt system.
Suleimanmoskén i Istanbul sägs ha kostat 59 miljoner akçe när den byggdes på 1550-talet. Beloppet sägs ha motsvarat 70 000 gulddukater, förmodligen veneziska.